# James Alfred Van Allen
James Alfred Van Allen (7. september 1914 – 9. august 2006) var en amerikansk fysiker, som opdagede Van Allen-bælterne. Bælterne, som er med til at mindske strålingen på Jorden, opstår når ladede partikler fra solvinden rammer ind i Jordens magnetfelt og derved bremses/afbøjes.